# GY Большого Пса
GY Большого Пса (лат. GY Canis Majoris), HD 55857 — одиночная звезда в созвездии Большого Пса на расстоянии приблизительно 1730 световых лет (около 531 парсека) от Солнца. Видимая звёздная величина звезды — +6,12m. Возраст звезды оценивается как около 10 млн лет.

## Характеристики
GY Большого Пса — бело-голубая звезда спектрального класса B0,5V или B2II. Масса — около 15,6 солнечных, радиус — около 4,62 солнечных, светимость — около 43000 солнечных. Эффективная температура — около 27700 К.
GY Большого Пса ранее считалась переменной звездой, но дальнейшие наблюдения переменности не подтвердили.